# English Electric Canberra
El English Electric Canberra es un bombardero a reacción de primera generación fabricado en grandes cantidades durante los años 1950. El avión estuvo en servicio con la Real Fuerza Aérea británica hasta el 23 de junio de 2006, 57 años después de su primer vuelo.

## Historia
El Canberra se originó en 1944 como un sustituto para el de Havilland DH.98 Mosquito. Varios fabricantes británicos enviaron propuestas de diseño. Entre las compañías en la preselección para continuar con los estudios de desarrollo se encontraba English Electric, un fabricante industrial bien posicionado pero con poca experiencia en aeronáutica. Durante la Segunda Guerra Mundial, la necesidad de bombarderos hizo que English Electric fabricasen bombarderos Handley Page Hampden bajo licencia.
El nuevo equipo de diseño de English Electric estaba encabezado por el antiguo diseñador jefe de Westland Aircraft, W. E. W. Petter. El avión fue denominado como Canberra, la capital de Australia por Sir George Nelson, presidente de English Electric, ya que Australia fue el primer cliente de exportación. En mayo de 1945 se firmó el contrato, pero debido a la reducciones militares en la posguerra, el prototipo no realizó su primer vuelo hasta mayo de 1949. Su diseño era sencillo, parecido a una versión de mayor tamaño del Gloster Meteor. El fuselaje tenía una sección circular estrechándose en ambos extremos y, aparte de la cabina, sin protuberancias
Aunque el Canberra era un diseño con reactores y completamente de metal, su filosofía de diseño se acercaba a la del Mosquito: proporcionar un espacio importante para la carga de bombas, utilizar dos motores de mayor potencia disponible y envolverlos en el envase más pequeño y aerodinámico posible. En lugar de utilizar el espacio y peso para armamento defensivo, el Canberra estaba diseñado para volar tan alto y rápido que evitara el combate aéreo.
El Canberra fue diseñado para dos tripulantes, ambos en una cabina similar a la de los cazas, pero debido a los retrasos en el desarrollo de una mira de bombardero automática se añadió una posición para el bombardero en el morro. La envergadura y longitud eran casi idénticas, algo menos de 20 m y el peso máximo al despegue en unas 25 toneladas. La planta motriz estaba compuesta por dos turborreactores Rolls-Royce Avon de 30 kN.

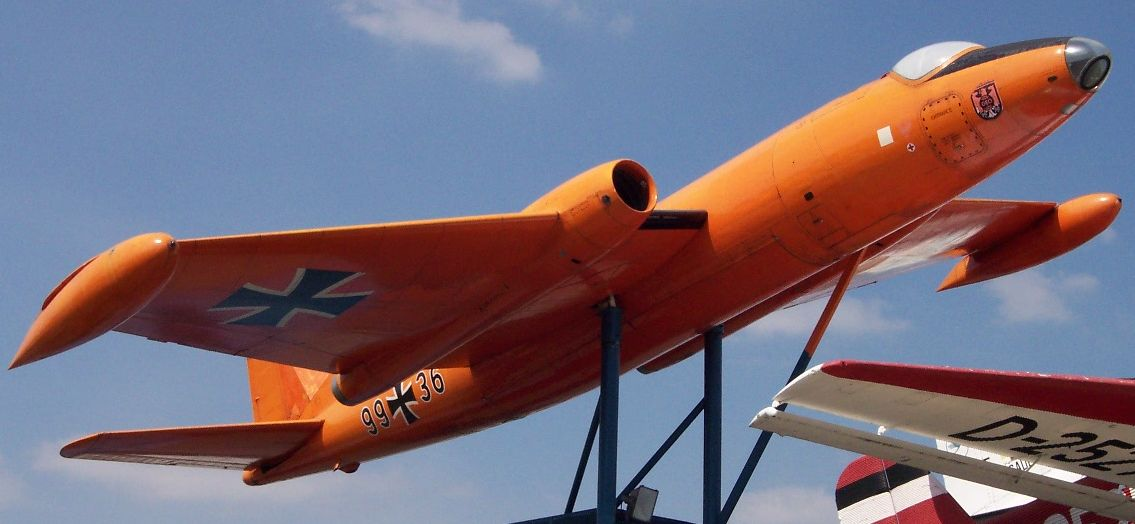
Canberra B.Mk.2 de la Luftwaffe.

En otoño de 1945, la especificación B.3/45 del Ministerio del Aire solicitó la producción de cuatro prototipos. Aunque la fabricación comenzó a principios de 1946, el primer vuelo se realizó el 13 de mayo de 1949. Entretanto, el Ministerio del Aire ya había solicitado 132 aviones de producción en sus variantes de bombardero, reconocimiento y entrenamiento. El prototipo demostró su eficacia y sólo se realizaron pequeñas modificaciones. Se le añadió un morro vidriado para acomodar al bombardero debido a que la aviónica de bombardeo no estaba lista para producción, los motores fueron actualizados a la versión R.A.3 de mayor potencia y se le añadieron unos depósitos de combustible fusiformes en las puntas de las alas.
El resultado, el Canberra B2, voló por primera vez el 21 de abril de 1950 y entró en servicio en el Escuadrón N.º 101 de la RAF en mayo de 1951. Como prueba de la facilidad en su manejo, el programa de transición consistía en 20 h en el Gloster Meteor y 3 h en el entrenador Canberra de mandos duales. Con una velocidad máxima de 871 km/h y un techo de vuelo de 14 600 m y la capacidad de llevar 3,6 toneladas de carga útil, el Canberra se convirtió en un éxito. Se fabricaron 27 variantes que fueron utilizadas en 35 escuadrones de la RAF y fue exportado a Alemania Occidental, Argentina, Chile, Ecuador, Etiopía, Francia, India, Nueva Zelanda, Pakistán, Perú, Rodesia, Sudáfrica, Suecia y Venezuela.

## Diseño
El fuselaje del Canberra es del tipo monocasco con un compartimiento presurizado en el morro. El piloto utiliza un asiento eyectable Martin-Baker mientras que el NAV-Bomb depende de una escotilla y un paracaídas. El fuselaje contiene dos bahías para bombas con compuertas convencionales en forma de cuchara (en el B-57 Canberra se utilizaron compuertas rotatorias). Las alas son de armadura simple que atraviesa el fuselaje. En la zona externa a los bastidores de los motores, el borde de ataque tiene un ángulo de 4º mientras que el borde de salida de -14º. Los controles son convencionales con alerones, flaps de cuatro secciones y aerofrenos en las superficies superiores e inferiores de las alas.

## Servicio

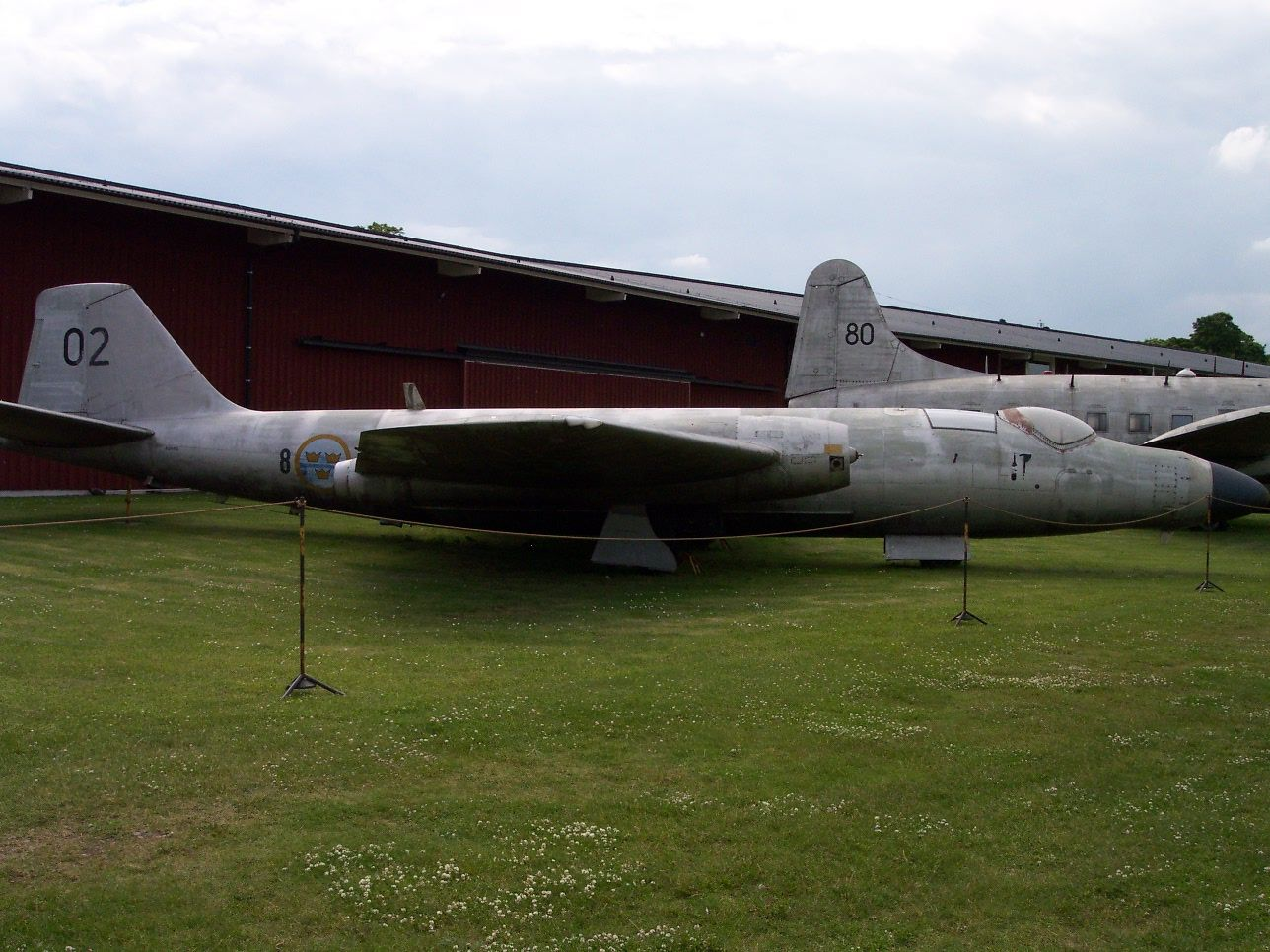
Canberra B.MK.2 de la Fuerza Aérea Sueca.

El Canberra permaneció en servicio de primera línea con fuerzas aéreas principales durante las décadas de 1950, 1960 y 1970, y continuó como bombardero y avión de reconocimiento en fuerzas aéreas menores durante las décadas de 1980 y 1990. En el Reino Unido, la variante PR.9 permaneció en servicio con el Escuadrón N.º 39 hasta julio de 2006 para reconocimiento táctico y realización de mapas fotográficos, en conflictos como la Invasión de Irak de 2003, y en junio de 2006, en Afganistán. Los únicos aviones que permanecen en servicio activo son dos B-57 de construcción estadounidense y utilizados por la NASA para investigación en altitud.
El avión tomó parte en muchos conflictos, siendo empleado como bombardero por la RAF durante la Crisis de Suez; por el Reino Unido, Nueva Zelanda y Australia en la Emergencia Malaya; por los Estados Unidos y Australia en la Guerra de Vietnam; por Etiopía contra Eritrea y posteriormente contra Somalia durante la década de 1970; por Rodhesia y Sudáfrica durante la Segunda Chimurenga y por Argentina durante la Guerra de las Malvinas.
Durante la Guerra de las Malvinas, El 1.º de mayo de 1982, fecha en la comenzaron los combates, se planificaron 3 salidas con Canberra. La primera de ellas no encontró los blancos, pero en la segunda se vieron en inferioridad de condiciones, puesto que fueron interceptados por los Sea Harrier del Invincible. Estos derribaron al B-110, cuyos tripulantes, el teniente 1.º Eduardo Jorge Raúl de Ibáñez y el teniente Mario Hipólito González, se eyectaron pero no pudieron ser recuperados nunca. El guía de la escuadrilla volvió a los pocos minutos para buscarlos, pero de todas maneras fue una búsqueda infructuosa. Así también fueron en vano los esfuerzos por parte de la Armada para recuperar a dichos pilotos. A partir del 1.º de mayo, y con la experiencia de lo sucedido, las prioridades de bombardeo de los Canberra cambiaron. Esta fue una medida saludable debido a la indefensión que estas aeronaves tenían con respecto a los aviones de la Marina Real británica. Basta recordar que del episodio relatado pudieron escapar gracias a la habilidad de las tripulaciones que, con maniobras evasivas, pudieron esquivar a tres de los cuatro AIM-9L que fueron lanzados por los Sea Harrier del Escuadrón 801. Fue así que hasta el 21 de mayo el Grupo 2 de Bombardeo tuvo tiempo de evaluar nuevamente sus tácticas. A partir de esa fecha comenzaron a operar desde gran altura y de noche. Así, los Canberra comenzaron a bombardear, prioritariamente, concentraciones de tropas y materiales. Estas operaciones se produjeron sobre la Bahía de San Carlos, contra las tropas allí estacionadas. A medida que la guerra se intensificó, y que los ingleses se aproximaban a Puerto Argentino, los Canberra siguieron bombardeando a las tropas británicas hasta el último día del conflicto. Si bien estas incursiones no eran del todo precisas, generaban incomodidad entre las tropas inglesas. En varias ocasiones los Sea Harrier despegaron en alerta para interceptarlos, pero el oportuno Control desde Puerto Argentino (CIC Malvinas), con el radar AN-TPS 43F, evitó siempre tales intercepciones. De todas maneras, hacia los últimos días de la guerra, las formaciones de Canberra volaron con escolta de los Mirage III del Grupo 8 de Caza. En una de estas últimas misiones, el B-108 fue alcanzado por un misil Sea Dart del destructor Exeter, derribándole. Su piloto, el capitán Roberto Pastrán, pudo eyectarse, no así el navegante, el capitán Fernando Juan Casado. Como dato curioso, un par de Canberra atacaron a un petrolero de bandera liberiana que supuestamente llevaba combustible para la Fuerza de Tareas.
El Canberra fue el eje central de la Fuerza Aérea India para incursiones de bombardeo y reconocimiento fotográfico. Se utilizó por primera vez en 1962, formando parte de la campaña de la ONU contra Katanga. Durante las Guerra Indo-pakistaníes de los años 1960 y 1970, el Canberra fue utilizado por ambas partes. Se utilizó en el Ataque a Badin durante la Segunda Guerra de Cashemira, donde la Fuerza Aérea India envió los Canberra a bombardear un puesto de radar pakistaní en Pakistán Occidental. En la Guerra Indo-pakistaní de 1971, los aviones atacaron los depósitos de petróleo de Karachi. El 21 de mayo de 1999, antes del comienzo de la Guerra de Kargil, el Mando Supremo de la Fuerza Aérea India asignó a un Canberra PR57 una misión fotográfica cerca de la Línea de Control, donde recibió el impacto de un misil FIM-92 Stinger en el motor de estribor, aunque pudo regresar utilizando un único motor.
Durante la Guerra de Vietnam, los Canberra del Escuadrón N.º 2 de la Real Fuerza Aérea de Australia fueron valorados debido a sus miras de bombardeo ópticas, lo que permitía realizar ataques desde grandes alturas. Los bombarderos más modernos y cazabombarderos utilizaban sistemas electrónicos menos precisos o tácticas de bombardeo en picado, que los hacían más vulnerables al fuego antiaéreo de Viet Cong y Vietnam del Norte.
Antes de la llegada del Lockheed U-2, se utilizó una variante para altas cotas del Canberra como avión de reconocimiento sobre China y la Unión Soviética. En 1955, la USAF realizó un pedido de 20 RB-57D de Martin con motores Pratt & Whitney J57 modificados y una envergadura de 33 m. Esos aviones, y una variante posterior con alas de 37 m, se utilizaron para reconocimiento fotográfico y electrónico. El 24 de diciembre de 1957, un RB-57 de la USAF fue derribado por cazas soviéticos sobre el Mar Negro y en febrero de 1958 y octubre de 1959, RB-57 del Kuomintang fueron derribados en la China continental. Tras la prohibición del presidente Eisenhower en 1960 de sobrevolar la Unión Soviética, los aviones continuaron monitorizando las naciones del bloque oriental, volando a menudo en las fronteras a altitudes de 18 300 metros para poder observar el territorio prohibido, hasta que el 14 de diciembre de 1965 (1968 según otros informes) un RB-57F fue derribado por un misil tierra-aire sobre el Mar Negro, cerca de Odesa.
La Fuerza Aérea Argentina recibió 10 Canberra B.62 y dos entrenadores T.64 a comienzos de los años 1970. Durante la Guerra de las Malvinas de 1982, ocho de esos aviones fueron desplegados en Trelew (a una distancia de 1080 km de las islas) para evitar la aglomeración de aeródromos más cercanos. Desde el 1 de mayo al 14 de junio, los aviones realizaron 35 vuelos, 25 de ellos durante la noche contra tropas de tierra. Se perdieron dos aviones: uno fue derribado el 1° de mayo por un Sea Harrier y el otro el 13 de junio por un misil Sea Dart lanzado por el HMS Exeter.
La Fuerza Aérea Venezolana ordenó los primeros seis Canberra en octubre de 1952 (casi simultáneamente con la entrada en servicio de este avión en la RAF) el primero de los cuales llegó al país en 1953, todos ejemplares de la versión B.Mk.2. Causaron alta en el Escuadrón de Bombardeo B-40 (creado en el año 1946 con aeronaves B-25 Mitchell), con sede en la Base Aérea El Libertador de Palo Negro, Estado Aragua. Con la adición de ocho Canberra B.(I).Mk.8 de interdicción (tercera generación del Canberra basado en el B.Mk.6, cabina excéntrica tipo caza, tripulación de 2 miembros, aviónica y equipos de puntería modernizados, refuerzos estructurales, 2 puntos duros subalares para bombas de 454 kg o lanzacohetes SNAB de 68 mm, bodega de armas modificada para soportar cuatro cañones Hispano Suiza Mk.V de 20mm y bengalas para iluminar el blanco) y dos Canberra T.Mk.4 de entrenamiento operacional, se crea en 1957 el Escuadrón de Bombardeo B-39. En 1961 se crea el Grupo de Bombardeo Nº13 (que agrupará los escuadrones anteriores y uno nuevo, el B-38), mudándose a la Base Aérea Tte. Vicente Landaeta Gil, en la ciudad de Barquisimeto, Estado Lara en el año 1964 (quedando el Escuadrón B-39 en Palo Negro). 

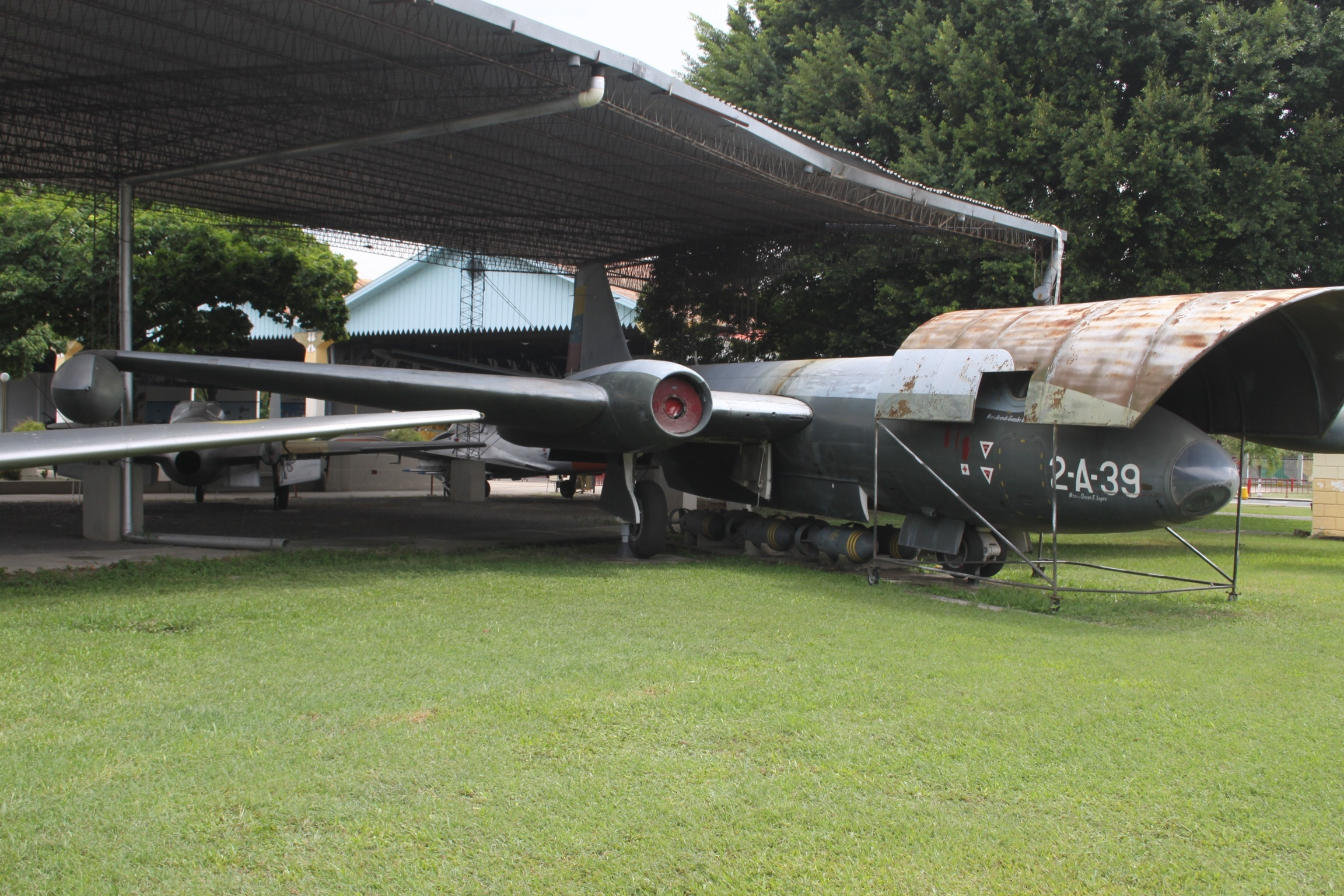
Vista de un B-82 en el Museo Aeronáutico de Maracay, Venezuela.

En 1966 se adquiere un lote de 10 Canberra B.Mk.2 de segunda mano a la RAF y 2 Canberra PR.3 de reconocimiento. El año 1971 fue particularmente interesante para la operación de este bombardero en Venezuela, todas las aeronaves servicio son repotenciadas en el Reino Unido cambiando su designación a B.Mk.52, adquiriéndose adicionalmente 3 Canberra B.(I)Mk.52 modificados por la British Aerospace a partir de células de B.Mk.2 (subvariante modificada para la exportación con refuerzos estructurales, aviónica modernizada y equipos de puntería para cumplir misiones de Interdicción -prefijo “I”- y ataques a baja cota, con bodega de armas mejorada para acomodar un paquete de cuatro cañones Hispano Suiza Mk.V de 20mm); para ese entonces, se habían perdido en diferentes siniestros operacionales 6 aviones de diferentes variantes en el lapso comprendido entre 1954 y 1969. Cerrando ese año 1971, todos los escuadrones del Grupo Nº13 se trasladan a la Base Aérea Tte. Luis del Valle García en Barcelona, Estado Anzoátegui. Una nueva modernización es realizada en Reino Unido entre los años 1977 y 1980 sobre todas las unidades surgiendo así las variantes B.Mk.82, B.(I).Mk.82 y B.(I), Mk,88. Nuevas modificaciones y adquisiciones hicieron que para 1990 (fecha de su retiro del servicio en Venezuela) se encontraran operativas aeronaves de las versiones B.Mk.82, PR.Mk.83, B(I).Mk.88 y T.Mk.84. Un total de 30 unidades de este importante bombardero formaron parte del activo de la Fuerza Aérea Venezolana, siendo un gran factor de disuasión en la región.
A julio de 2005, la NASA mantenía los aviones NASA 926 y NASA 928 para investigación a cotas altas. Estos aviones observaron el lanzamiento del transbordador espacial Discovery en la misión STS-114 el 26 de julio de 2005. Los aviones realizan otras observaciones sobre el tiempo, la polución y la pérdida de la capa de ozono. Los aviones habían entrado en servicio con la USAF en 1964 como WB-57F en el 58.º Escuadrón de Reconocimiento Meteorológico antes de ser transferidos a la NASA a comienzos de los años 1970.
El Canberra podía volar a mayor altitud que otros bombarderos contemporáneos durante la década de 1950 y alcanzó una marca de 21.430 m (70.310 pies) en 1957. Tres aviones de entrenamiento de la RAF volaron por última vez en septiembre de 2005. Se realizó una ceremonia para marcar la retirada del avión en la RAF el 28 de julio de 2006 y los últimos aviones volaron el 31 de julio por última vez. Tras la retirada del Canberra de la RAF, el otro operador a tiempo completo del avión, la Fuerza Aérea India anunció la retirada en servicio en marzo de 2007. La Fuerza Aérea del Perú también ha retirado sus últimos Canberra en servicio a mediados de la década del 2000, por lo que sólo algunos aviones de la antigua RAF que vuelan en los Estados Unidos para investigación y topografía se mantienen activos.

## Otros fabricantes
En Estados Unidos, la USAF necesitaba reemplazar al B-26 Invader por lo que se fabricaron 406 Canberra bajo licencia con la denominación de B-57 Canberra en varias versiones, inicialmente muy similar al avión de English Electric pero más tarde con modificaciones sustanciales. En Australia se fabricaron 49 unidades para la RAAF, modelos similares al B.2 británico con el borde de ataque modificado y mayor capacidad de combustible. En el Reino Unido, la demanda por el Canberra excedió las capacidades de English Electric por lo que Handley Page y Short Brothers fabricaron aviones bajo licencia. La producción total en el mundo del Canberra fue de 1352 unidades.

## Variantes

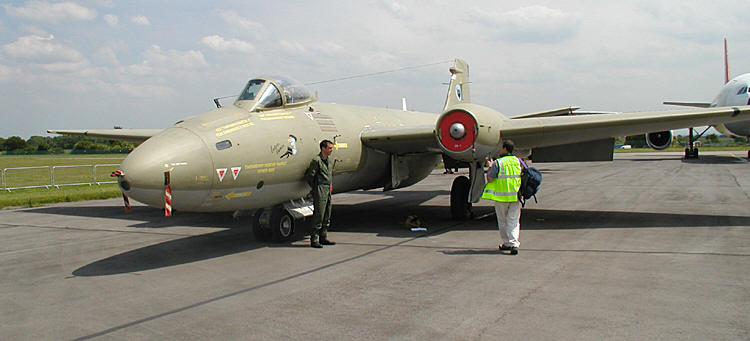
Canberra PR.9 de reconocimiento fotográfico de la RAF.

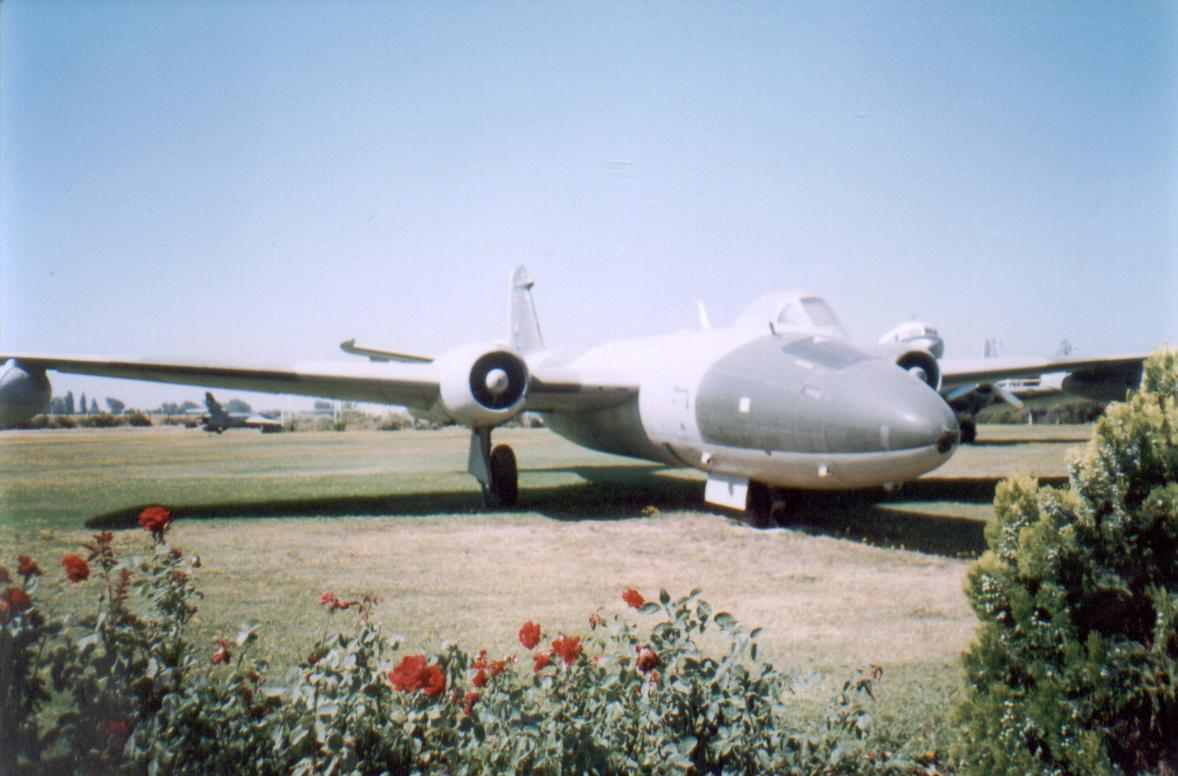
Canberra PR.9 de reconocimiento fotográfico de la Fuerza aérea Chilena, en el Museo aeronáutico de Chile.

- English Electric A.1: primer prototipo del Canberra.
- B.Mk.1: modelo de preproducción, se fabricaron cuatro unidades.
- B.Mk.2: primera versión de producción, con tripulación de tres miembros, motores Avon R.A.3 de 28,91 kN de empuje, tanques de combustible en las puntas de las alas. Se fabricaron por English Electric, Avro, Handley Page y Short Brothers & Harland.[3]
- B.Mk.5: prototipo para la segunda generación del Canberra con depósitos de combustible en las alas y motores Avon R.A.7 de 33,32 kN de empuje.
- B.Mk.6: versión de producción basado en el B.Mk.5, con el fuselaje alargado 0,3 m para poder llevar un depósito de cuatro cañones de 20 mm.
- B.Mk.6RC: variante con contramedidas de radio y el morro alargado. Se fabricaron 4 unidades con capacidad ELINT.
- B(I).Mk.6: versión interna de bombardero para la RAF.
- B(I).Mk.8: tercera generación del Canberra, basado en el B.Mk.6, con una cabina fusiforme, tripulación reducida a dos miembros (piloto y navegante-bombardero), provisión para depósito con cuatro cañones de 20 mm, un punto de sujeción en el exterior de cada ala para 454 kg de bombas o cohetes, sistema LABS para armas nucleares. Se fabricaron 73 unidades y realizó su primer vuelo el 23 de julio de 1954.
- B(I).Mk.12: variante del B(I).Mk.8 construido para Nueva Zelanda y Sudáfrica.
- B.Mk.15: versión actualizada del B.Mk.6 con sujeciones bajo ala para 454 kg de bombas o cohetes.
- B.Mk.16: modelo similar al B.Mk.15.
- B.Mk.20: variante del B.Mk.2 con depósitos de combustible adicionales en las alas y fabricado bajo licencia en Australia. Se construyeron 48 unidades.
- B(I).Mk.58: variante para clima tropical del B(I).Mk.8 fabricado por Boulton-Paul para la India.
- PR.Mk.3: variante para reconocimiento del B.Mk.2.
- PR.Mk.7: versión de reconocimiento basada en el B.Mk.6.
- PR.Mk.9: modelo de reconocimiento basado en el B(I).Mk.8 con el fuselaje alargado hasta los 27,72 m, envergadura alargada 1,22 m y motores Avon R.A.27 de 44,6 kN de empuje. Se fabricaron 22 unidades, de los cuales tres se transfirieron a Chile tras la Guerra de las Malvinas.
- PR.Mk.57: variante para clima tropical del PR.Mk.7 fabricado por Boulton-Paul para la India.
- T.Mk.4: primera versión de entrenamiento con controles duáles.
- T.Mk.11: variante de entrenamiento para operadores de sistemas de armas de interceptores todo tiempo.
- T.Mk.13: versión del T.Mk.4 para la Real Fuerza Aérea de Nueva Zelanda, se fabricó una unidad.
- T.Mk.17: modelo de entrenamiento para guerra electrónica para prácticas de operadores de misiles y radar.
- T.Mk.17A: versión mejorada del T.Mk.17.
- TT.Mk.18: variante para blancos.
- T.Mk.19: variante del T.Mk.11 sin radar para blanco silencioso.
- T.Mk.21: modelo de entrenamiento a partir de la conversión de B.Mk.2 y B.Mk.20.
- T.Mk.22: conversión de PR.Mk.7 para la flota de la Royal Navy.
- U.Mk.10: conversión a vehículos no tripulados para blancos a partir del B.Mk.2. Posteriormente designados como D.Mk.10.
- U.Mk.14: variante basada en el U.Mk10. Posteriormente designados como D.Mk.14.
- Canberra Mk.52: cuatro B.Mk.2 reequipados para Etiopía.
- Canberra Mk.56: diez B(I).Mk.6 reequipados para Perú.
- Canberra Mk.62: diez B.Mk.2 reequipados para Argentina.
- Canberra Mk.64: dos T.Mk.4 de entrenamiento vendidos a Argentina.
- Canberra Mk.66: diez B(I).Mk.6 reequipados para la India.
- Canberra Mk.67: dos PR.Mk.7 reequipados para la India.
- Canberra Mk.68: un B(I).Mk.8 reequipado para Perú.
- Shorts SC.9: un PR.Mk.9 equipado con un radar AI.23 más una instalación de infrarrojos en el morro para pruebas del misil Red Top.

## Operadores

### Canberra
- Alemania
- Argentina
- Australia
- Chile
- Ecuador
- Etiopía
- Francia
- India
- Nueva Zelanda
- Perú
- Reino Unido
- Rodesia
- Sudáfrica
- Suecia
- Venezuela

### Martin B-57
- Pakistán
- República de China
- Estados Unidos

## Especificaciones (Canberra B.Mk.6)
Referencia datos: Combat aircraft recognition

### Características generales
- Tripulación: 2 (piloto y navegante)
- Longitud: 20 m (65,5 ft)
- Envergadura: 19,5 m (64 ft)
- Altura: 4,8 m (15,6 ft)
- Superficie alar: 89,2 m² (960,1 ft²)
- Peso vacío: 9820 kg (21 643,3 lb)
- Peso cargado: 21 000 kg (46 284 lb)
- Peso máximo al despegue: 25 000 kg (55 100 lb)
- Planta motriz: 2× turborreactor Rolls-Royce Avon R.A.7 Mk109.
  - Empuje normal: 36 kN (3671 kgf; 8093 lbf) de empuje cada uno.

### Rendimiento
- Velocidad máxima operativa (Vno): 933 km/h (580 MPH; 504 kt) Mach 0,88
- Alcance en ferry: 5440mi
- Techo de vuelo: 15 000 m (49 213 ft)
- Carga alar: 234 kg/m² (47,9 lb/ft²)

### Armamento
- Cañones:  4 x cañón 20 mm con 500 disparos o 2 grupos de ametralladoras de 7,62 mm
- Puntos de anclaje: Una bahía interna y dos puntos externos con una capacidad de 3.600 kg, para cargar una combinación de:  
  - Bombas: Habitualmente, la bahía interna podía transportar hasta 9 bombas de 227 kg (500lb) o 6 de 454 kg (1,000lb) o una única bomba de 1,814 kg (4,000lb).Así mismo, los puntos de anclaje externos podían transportar 4 bombas de 227 kg (500lb) o 2 de 454 kg (1,000lb).
  - Cohetes: 2x pods de 37 cohetes no guiados de 51mm (2 pulgadas) o alternativamente 2x pods con 18 cohetes SNEB de 68mm.
  - Misiles: Podía equiparse con diferentes cargas de misiles en función de los requisitos de la misión, por ejemplo, el misil aire-superficie AS.30
  - Otros: El Canberra también fue preparado para transportar bombas nucleares, estas se transportaban en la bahía interna.